# Биг-Пайни (Вайоминг)
Биг-Пайни (англ. Big Piney) — город, расположенный в округе Сублетт (штат Вайоминг, США) с населением в 408 человек по статистическим данным переписи 2000 года.

## История
Посёлок Биг-Пайни был основан в 1879 году и является старейшим из населённых пунктов округа Сублетт.
Образование населённого пункта связано с историей, когда двое фермеров Даниэль Б. Бадд и Хью Маккей перегоняли тысячное поголовье крупного рогатого скота из штата Невада и остановились в районе будущего поселения на длительное время в ожидании речного судна. Корабль так и не пришёл, а фермерам вместе с большим стадом в конечном итоге пришлось провести суровую зимовку в долине реки Грин-Ривер. На следующий год Дэн Бадд перевёз свою семью из Невады, основав тем самым небольшое поселение, которое впоследствии стало городом Биг-Пайни.

## Демография
По данным переписи населения 2000 года в Биг-Пайни проживало 408 человек, 113 семей, насчитывалось 161 домашнее хозяйство и 192 жилых дома. Средняя плотность населения составляла около 408 человек на один квадратный километр. Расовый состав Биг-Пайни по данным переписи распределился следующим образом: 98,53 % белых, 0,98 % — коренных американцев, 0,49 % — представителей смешанных рас.
Испаноговорящие составили 1,72 % от всех жителей города.
Из 161 домашних хозяйств в 34,2 % — воспитывали детей в возрасте до 18 лет, 62,7 % представляли собой совместно проживающие супружеские пары, в 5,0 % семей женщины проживали без мужей, 29,8 % не имели семей. 27,3 % от общего числа семей на момент переписи жили самостоятельно, при этом 6,8 % составили одинокие пожилые люди в возрасте 65 лет и старше. Средний размер домашнего хозяйства составил 2,53 человек, а средний размер семьи — 3,12 человек.
Население города по возрастному диапазону по данным переписи 2000 года распределилось следующим образом: 28,9 % — жители младше 18 лет, 6,9 % — между 18 и 24 годами, 31,4 % — от 25 до 44 лет, 22,1 % — от 45 до 64 лет и 10,8 % — в возрасте 65 лет и старше. Средний возраст жителей составил 37 лет. На каждые 100 женщин в Биг-Пайни приходилось 99,0 мужчин, при этом на каждые сто женщин 18 лет и старше приходилось 102,8 мужчин также старше 18 лет.
Средний доход на одно домашнее хозяйство в городе составил 36 346 долларов США, а средний доход на одну семью — 50 833 доллара. При этом мужчины имели средний доход в 41 964 доллара США в год против 18 750 долларов среднегодового дохода у женщин. Доход на душу населения в городе составил 17 647 долларов в год. 10,2 % от всего числа семей в округе и 11,5 % от всей численности населения находилось на момент переписи населения за чертой бедности, при этом 15,8 % из них были моложе 18 лет и 3,1 % — в возрасте 65 лет и старше.

## География
По данным Бюро переписи населения США город Биг-Пайни имеет общую площадь в 1,04 квадратных километров, водных ресурсов в черте населённого пункта не имеется.
Биг-Пайни расположен на высоте 2080 метров над уровнем моря. Климат субарктический, умеренно холодный, полузасушливый (префикс «Dfc» по Классификации климатов Кёппена).
Климат Биг-Пайни является одним из самых холодных среди всех населённых пунктов континентальной части Соединённых Штатов.
| Показатель                    | Янв.  | Фев.  | Март  | Апр. | Май  | Июнь | Июль | Авг. | Сен. | Окт. | Нояб. | Дек.  | Год   |
| ----------------------------- | ----- | ----- | ----- | ---- | ---- | ---- | ---- | ---- | ---- | ---- | ----- | ----- | ----- |
| Средний суточный максимум, °C | −3,9  | −1,1  | 4,4   | 11,1 | 16,7 | 22,2 | 26,7 | 26,1 | 20   | 13,9 | 3,3   | −2,2  | 11,7  |
| Средняя температура, °C       | −12,2 | −9,4  | −3,3  | 2,2  | 7,8  | 12,8 | 15,6 | 14,4 | 9,4  | 3,3  | −5    | −10,6 | 2,2   |
| Средний суточный минимум, °C  | −15   | −17,8 | −11,1 | −6,1 | −1,1 | 3,3  | 5    | 3,3  | −1,7 | −6,7 | −13,3 | −16,1 | −7,2  |
| Норма осадков, мм             | 11,4  | 8,6   | 14,7  | 13,2 | 25,7 | 18,3 | 22,1 | 20,3 | 20,8 | 15   | 9,4   | 8,1   | 187,7 |